# Marie Ulrike Hainchelin

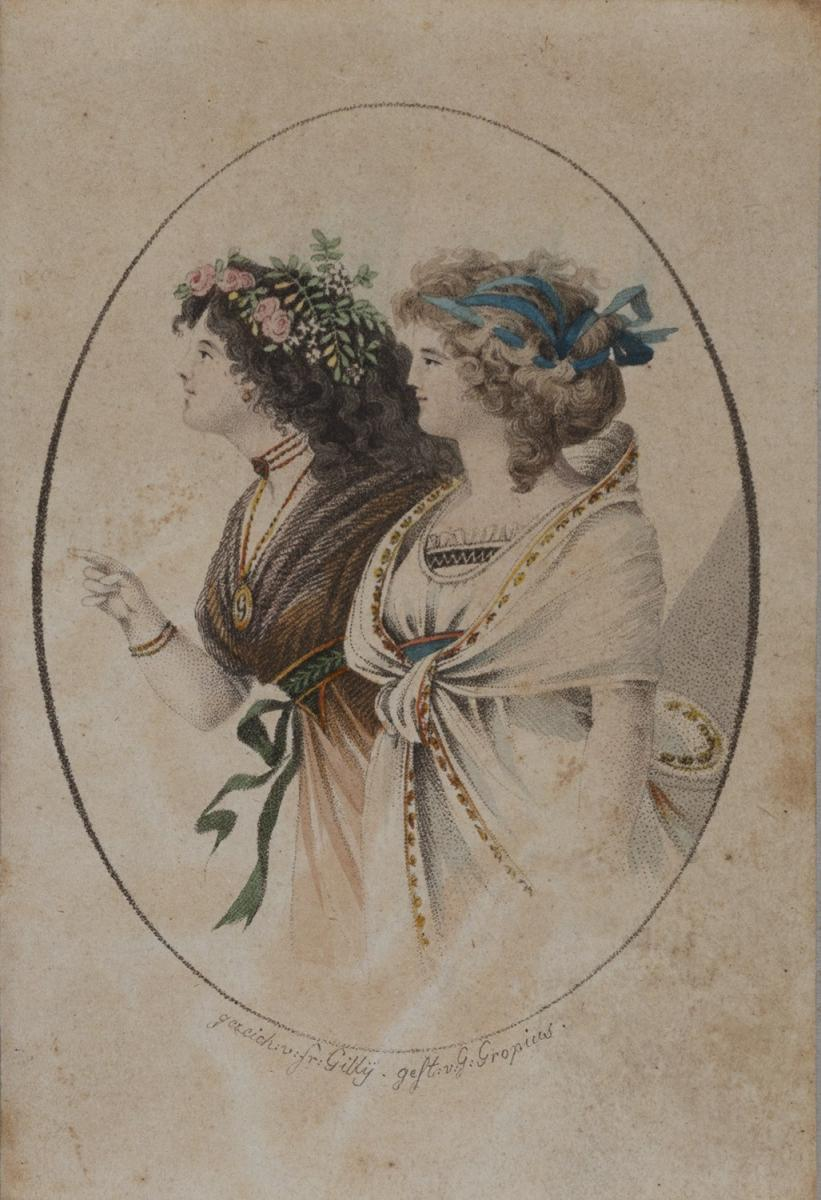
Doppelbildnis der Schwestern Manon und Anna Henriette Hainchelin, Kupferstich von Georg Gropius nach Zeichnung von Friedrich Gilly

Marie Ulrike Hainchelin (* 1771 in Berlin; † um/nach 1846 vermutlich ebenda) war eine deutsche Zeichnerin. Die Schülerin des Malers Daniel Chodowiecki praktizierte als Dilettantin, also als Liebhaberin der Kunst ohne schulmäßige Ausbildung und nicht berufsmäßig, und beteiligte sich an der Berliner Akademieausstellung. Weitere Namen: Manon Hainchelin (Spitzname), Marie Ulrike Gilly (Ehename), Marie Ulrike Levezow (Ehename)
Sie heiratete 1799 den Baumeister in Preußen Friedrich David Gilly (1772–1800) und nach dessen Tod 1804 dessen Jugendfreund, den Altertumsforscher und Dramatiker Konrad Levezow (1770–1835).

## Leben

### Abstammung
Marie Ulrike Hainchelin war Tochter des preußischen Finanzrates Pierre Jérémie Hainchelin (1727–1787) und seiner Ehefrau Hedwig Charlotte Kühn (1739–1817), Tochter des preußischen Konsuls und Kommerzienrats in St. Petersburg Kriegsrat Ulrich Kühn (1693–1757). Der Großvater ihres Vaters, Claude Hainchelin (1643–1714), war nach Aufhebung des Edikts von Nantes wegen der Verfolgung der Hugenotten in Frankreich im Jahre 1685 als einer der ersten Hugenotten nach Berlin ausgewandert. Die Familie der Großmutter Rachel geb. Jassoy (1689–1761) war ebenfalls aus Frankreich ausgewandert. Die Familie gehörte der Französischen Kolonie in Berlin an.
Verwandtschaftliche Beziehungen bestanden auch zu Nikolaus von Béguelin, dem Erzieher des preußischen Thronfolgers und späteren Königs Friedrich Wilhelm II. sowie Direktor der Philosophischen Klasse der Königlich-Preußischen Akademie der Wissenschaften in Berlin. Dieser hatte 1761 Marie-Catharine Pelloutier (1733–1794) geheiratet, die Tochter des Kaufmanns Jean-Barthélémy Pelloutier und seiner Ehefrau Charlotte Jassoy (1700–1773), die Tochter des Juweliers Pierre Jassoy (1658–1714). Charlotte Jassoy war also die Schwester von Rachel Jassoy, der Mutter von Hainchelin.

### Geschwister
Aus der Ehe Hainchelin/Kühn sind neben Elisabeth Maria Ulrike Hainchelin folgende Kinder hervorgegangen:
- Anna Henriette „Nanette“ Hainchelin (gest. 1807[3]) heiratete den Kriegsrat beim Finanzministerium Ludwig Gentz (1768–1827[4]), jüngerer Bruder des Architekten und preußischen Baubeamten Heinrich Gentz (1766–1811) und des Publizisten und Politikers Friedrich (von) Gentz (1764–1832). Alle drei sind Söhne des Berliner Generalmünzdirektors Johann Friedrich Gentz aus Breslau.
- Johann George Hainchelin (1770–1791), besuchte ab 1781 das Joachimsthalsches Gymnasium in Berlin und war später als Geh. Sekretär tätig. Er starb früh.
- Elisabeth Charlotte Amélie Hainchelin auch Lisette Hainchelin, verheiratete Lisette Klaatsch (* 1765 in Berlin; † 1815 vermutlich ebenda) war eine deutsche Malerin und Schülerin des Malers Chodowiecki, praktizierte als Dilettantin, also als Liebhaberin der Kunst ohne schulmäßige Ausbildung und nicht berufsmäßig, und beteiligte sich an mehreren Kunstausstellungen. Sie war mit Johann Gottlieb Klaatsch (1754–1834), dem kgl. Preuß. Geheimen Kriegsrat und General-Rendant bei der Akzise-Verwaltung, später Geheimer Oberfinanzrat, verheiratet.
- Carl Heinrich Hainchelin (1773–1842) war preußischer Geheimer expedierender Sekretär im preußischen Fabriken-Departement und Kriegsrat in mehreren Ministerien in Berlin.

### Ehen und Nachkommen
Marie Ulrike Hainchelin heiratete 1799 ihren langjährigen Verlobten den Baumeister Friedrich Gilly (1772–1800). Die Familien Hainchelin und Gilly waren befreundet und pflegten einen künstlerischen Umgang. Friedrich Gilly hatte trotz seines frühen Todes bedeutende Bauwerke in Berlin geschaffen und war Lehrer des Architekten Karl Friedrich Schinkel. Ihr gemeinsamer Sohn starb als Säugling. Zur selben Zeit starb der Vater an Tuberkulose.
Nach dem frühen Tod von Gilly verheiratete sie sich 1804 mit dessen Freund, dem Klassischen Archäologen, Prähistoriker, Dichter und Autor Konrad Levezow (1770–1835). Der Ehe entstammte die Tochter Ernestine, die Karl Steinhart (1801–1872), Altphilologe, Professor an der Landesschule Schulpforta und der Universität Halle heiratete.

### Jugend, Ausbildung und Leben
Über ihre Jugend und Ausbildung ist nichts bekannt. Sie kam schon früh mit bedeutenden Personen, die Teil der „Berliner Gesellschaft“ waren, in Kontakt, die im Hause des Vaters und in den Häusern ihrer späteren Ehegatten verkehrten.
Sie hatte u. a. Kontakt zu Karoline Richter, der Frau des Schriftstellers Jean Paul. In einem sehr persönlichen Brief vom 18. Oktober schildert sie u. a. ihre Tochter Ernestine, spricht über die Berliner Gesellschaft und über den Tod und das Sterben.

### Künstlerische Tätigkeit
Eine künstlerische Tätigkeit von Marie Ulrike Hainchelin ist zwischen 1785 und 1796 nachweisbar. Sie war 1787–1791 auf der Berliner Akademieausstellung vertreten. Ihr Stil war unter Gillys Einfluss klassizistisch. An Werken von ihr sind ein Skizzenbuch im Stadtmuseum Berlin und einzelne Zeichnungen im Berliner Kupferstichkabinett (Sammlung Soldan) nachweisbar. Sie soll laut Berckenhagen auch Pastelle nach dem Porträtmaler Anton Graff und Hofmaler Antoine Pesne gemalt haben.

### Werke
Im Internet ist das gemeinsame Skizzenbuch der Eheleute Marie Ulrike Hainchelin und Friedrich Gilly zu sehen, das aus Berlin-Charlottenburger Privatbesitz von W. Steinhart 1960 für das Märkische Museum erworben wurde. In der Beschreibung der Stiftung Stadtmuseum Berlin zu diesem Skizzenheft mit 35 Blatt, 77 Skizzen als „berührendes Zeugnis“ des Epochenwandels hin zum Klassizismus mit vereinzelten Datierungen zwischen 1787 und 1796 bezeichnet. Nach der weiteren Schilderung hat Marie Ulrike Hainchelin in diesem Skizzenheft 1787 mit Figurenstudien nach Vorlagen des Rokoko begonnen. In dieser Zeit erhielt sie wohl wie ihre Schwester Elisabeth Charlotte Amélie Hainchelin Unterricht von Daniel Chodowiecki. Dieser beschreibt seinen Unterricht für Marie Ulrike Hainchelin in einem Brief vom 13. Juni 1785 (Briefe 1929, S. 80).
Auch wenn es kein Werk von Marie Ulrike Hainchelin ist, soll in diesem Zusammenhang das Werk ihres ersten Mannes Gilly mit dem Titel „Hainchelin, Maria Ulrike und Henriette“ dargestellt werden, das im Internet zu sehen ist. Ab dem Jahre 1795 finden sich in dem Skizzenheft Skizzen von Friedrich Gilly, die seiner Antikenbegeisterung und klassizistischer Haltung entsprangen. Im Übrigen wird auf die Beschreibung der Bilder verwiesen. Das Bild zeigt die Schwestern Hainchelin, Marie Ulrike und Henriette. Das Doppelbildnis der Schwestern Manon und Anna Henriette Hainchelin fertigte Friedrich Gilly vor der Hochzeit im Jahre 1796.
Spätere Zeugnisse einer künstlerischen Tätigkeit, auch nach ihrer zweiten Ehe mit Friedrich Gillys Freund Konrad Levezow (1770–1835), sind bisher nicht bekannt.
Einzelne Zeichnungen im Berliner Kupferstichkabinett (Sammlung Soldan) sind wohl nachweisbar. Von Eva Börsch-Supan wird in der Fußnote 4 auf Scherenschnitte im Kupferstichkabinett (58a-1997 und 58D-1997) hingewiesen, die vielleicht von Manon stammen, aber angeblich nicht besonders eindrucksvoll seien.
Abschließend ist zu bemerken: „Nicht gut erforscht, noch zu entdecken“. Möglicherweise tauchen nach der Veröffentlichung des Skizzenbuches noch weitere Werke auf.